# It Came from Space and Ate Our Brains
It Came from Space and Ate Our Brains – zręcznościowa gra kooperacyjna, wyprodukowana przez holenderskie studio Triangle Studios i wydana przez polskiego wydawcę All in! Games. Po raz pierwszy gra ukazała się w 2015 roku na PC. Remaster, którego premiera odbyła się 28 stycznia 2020 roku, posiada wiele usprawnień. Gra dostępna jest na platformy Microsoft Windows, PlayStation 4, Xbox One oraz Nintendo Switch.

## Rozgrywka
Gracz wciela się z bohatera, który próbuje przetrwać inwazję obcych. Do dyspozycji ma różne rodzaje broni, dodatkowe przedmioty, a także latarkę, dzięki której może zobaczyć przeciwników.
Gra oferuje dwa tryby rozgrywki: tryb kampanii i tryb przetrwania. Lokalna kooperacja umożliwia wspólną zabawę w maksymalnie czterech graczy.

## Odbiór gry
Magazyn „CD-Action” opublikował recenzję gry, w której przyznał ocenę 6+/10. Recenzję gry opublikował Screen Rant, oceniając grę na 4,5/5. Oceny pojawiły się też na takich serwisach jak TheXboxHub, Natural Born Gamers i Konsolowe.info.